# André d'Oraison
André d'Oraison, ou d'Ormson, est un prélat français du XVIe siècle, évêque de Riez de 1573 à 1577. Il est fils d'Antoine d'Oraison, vicomte de Cadenet, et de Marthe de Foix. André est le neveu de Claude d'Oraison, évêque de Castres.

## Biographie
Il avait embrassé la profession des armes lorsque le choix du monarque se porta sur lui pour l'évêché de Riez en 1570 ; mais André d'Oraison suivait secrètement la doctrine calviniste. Son oncle Claude d'Oraison dut gouverner l'Église de Riez en attendant que son neveu se fît promouvoir aux ordres ecclésiastiques. André d'Ormson prit possession de son évêché en 1573.
En 1574, les Calvinistes s'emparent de  Gréoulx, de  Puimoison  et de Riez et pillent les localités voisines. Le baron d'Oraison, frère de l'évêque de Riez, est un des principaux officiers huguenots. Les Calvinistes doivent capituler face aux troupes du  maréchal de Retz, Albert de Gondi, gouverneur de la Provence.
André d'Oraison choisit de se marier et dut alors se démettre de son évêché. Élzéar de Rastel  recueillit en 1577 la succession épiscopale d'André d'Oraison. L'ex-évêque de Riez se maria et professa ouvertement le calvinisme. Plus tard, il rentra dans l'Église romaine.

## Source
- La France pontificale (Gallia Christiana), Paris, s.d.

- Ressource relative à la religion :   - Catholic Hierarchy